# Řepy
Řepy (německy Rüben) jsou městská čtvrť a katastrální území Prahy, které jako jediné tvoří území městské části Praha 17 v městském obvodě Praha 6. Nacházejí se na západě města, severně od vjezdu dálnice D5 do Prahy. Vesnice Řepy vznikla kolem 13. století, k Praze byla připojena roku 1968; od poloviny 80. let zde stojí sídliště. Do 31. prosince 2001 se městská část Praha 17 nazývala Praha-Řepy, přičemž do 17. listopadu 1994 městská část nezahrnovala jižní, sídlištní část katastrálního území Řepy. Vykonává působnost pověřeného úřadu i pro městskou část Praha-Zličín.

## Historie

### První zmínky
První písemná zmínka o Řepích má dle místních zdrojů, které jsou přebírány, pocházet z roku 993 ze zakládací listiny Břevnovského kláštera. Tato listina je však diplomatické falzum z 13. století a název obce se v ní neobjevuje. Podle listiny datované do roku 1264 dědicové po pražském měšťanu Frovinovi přenechali vesnici Řepy za 60 hřiven stříbra opatovi Břevnovského kláštera. Dle Antonína Profouse se jednalo o opata Martina, jenž byl v čele Břevnovského kláštera v letech 1253-78.  Vesnice se nazývala  "Zepy" nebo "Žepy", dle Antonína Profouse původem ze slova žep – kapsa, (dochované na Balkáně u jižních Slovanů) a zůstávala osadou, připojenou k Liboci.

### Historický výskyt názvu obce do 18. století
- 1264 Otacarus rex Martino abbati Brevnov restituit villam Zepi
- 1287 de bonis Syep
- 1406 villa Zeppy moniii Brzewnow
- 1414 Ambrosius de Zzepow emit a Martino Brobnyk[9]
- 1448 Johanka z Ziep
- 1464 Petra vidua Getrzichonissa vendit domum Johanni judici de Zepp[10]
- 1474 Plat(blat) v Žepích..Plat na Žepech
- 1477 Johannes Zepský vendit domum Jacobo ad tres reges[11]
- 1548 ve vsi Ziepych
- 1785 Ržep, ein Dorf und Kirche[12]

### 19. století
V roce 1872 bylo jižně od Řep zbudováno nádraží pro nedalekou vesnici Zličín. Tím získala obec napojení na železniční síť tehdejšího českého království. 
Od roku 1859 se Řepy zapsaly do historie novostavbou kostela Svaté Rodiny s klášterem a ženskou trestnicí, které založila a vedla Kongregace sester boromejek. Proslavil ji zločinec Václav Babinský, který zde dožil jako zahradník a je zde pohřbený. Po roce 1990 se boromejky do Řep vrátily a v rekonstruovaných objektech obnovily Domov svatého Karla Boromejského s nemocnicí a provozem zdravotní služby vězeňkyň.

### 20. století
V prvorepublikové konjunktuře průmyslu se proslavila řepská továrna Studnička & Obrdlík, zejména svými visacími zámky značky JASO. Založil ji řepský zámečník Jaroslav Studnička  (1895–1965), rodinná hrobka se sochou Jenky Studničkové patří k nejvýraznějším na Řepském hřbitově. Pro rozvoj Prahy jako hlavního města samostatného Československa bylo v rozvojových plánech z počátku 30. let počítáno s výstavbou rodinných domů v prostoru současného panelového sídliště, lokalitě Na Fialce a v soutěsce motolského potoka u dnešního krematoria. Obytný komplex měl zahrnovat i železniční rychlodráhu, která by směřovala z Vypichu. Z uvedeného plánu nicméně byla realizována pouze ulice Na Moklině na okraji starých Řep a lokalita Nové Řepy v blízkosti Bílé Hory. 
V roce 1964 měly Řepy jako samostatná obec stát podle platného územního plánu hlavního města Prahy stát ještě mimo hlavní město a dokonce i mimo plánovaného městského okruhu (který měl být veden přibližně dnešní ulicí Slánská). Areál kláštera Kongregace sester boromejek sloužil jako věznice; zahrada byla dána do správy Výzkumnému ústavu zemědělské techniky. V obci se nacházely dva rybníky; hlavní ulice (dnes Žalanského) nesla název po Klementu Gottwaldovi. 
V roce 1968 byly Řepy připojeny k Praze spolu s řadou dalších okolních obcí. Panelové sídliště se objevilo teprve v územním plánu pro Prahu z roku 1971, a to v podobě menší, než ve které bylo později realizováno. Počítalo se s výstavbou spíše nesouvislého celku obklopující původní vesnici, nežli kompaktního obytného souboru. Do sídliště měla být zavedena tramvajová doprava, a to tratí z Bílé Hory a z Motola. V téže době se již objevila varianta trasování Pražského okruhu západně od Řep v podobě, ve které byla realizována na přelomu století. Navržena byla rovněž i tzv. Břevnovská radiála, dopravní komunikace, která měla zajistit rychlostní spojení silnice č. 6 s centrem metropole.
V roce 1975 byla zahájena výstavba autobusových garáží v Řepích.
V polovině 80. let 20. století bylo v oblasti, která byla již v 20. a 30. letech 20. století zamýšlena pro výstavbu rodinných domů, realizováno sídliště pro dvacet tisíc obyvatel. Jeho podobu přinesl územní plán z roku 1976. Výstavba sídliště probíhala po částech směrem od východu na západ. To bylo rozděleno na dva celky (Sídliště Řepy I a Sídliště Řepy II). Severní a západní okraje sídliště byly dokončovány v letech 1989 až 1990. Dosavadní urbanistická koncepce dalšího rozšíření sídliště, hlavně směrem na západ ke Zličínu, byla obnovena v letech 2016–2020. Od podzimu roku 1988 je v provozu tramvajová trať, spojující Řepy s centrem Prahy. V roce 2010 prošla tato trať kompletní rekonstrukcí. V roce 2014 proběhla kompletní revitalizace Řepského potoka.
Městská část Praha-Řepy do roku 1994 nezahrnovala jižní, převážně sídlištní část katastru Řep – tvořila ji pouze severní část včetně starých Řep až ke Karlovarské ulici včetně bělohorského poutního areálu, který tuto ulici přesahuje. Vyhláškou 9/1994 HMP byla k městské části s účinností od 18. listopadu 1994 připojena i jižní část katastrálního území Řepy, která do té doby patřila k městské části Praha 6. Od roku 1996[zdroj?] má městská část Praha 17 i novou budovu radnice, která se nachází v ulici Žalanského.

## Sport
V Řepích se nachází fotbalové družstvo, které bylo založeno roku 1924 a nyní nese název TJ Sokol Řepy. V ulici U Boroviček se nachází dráha BIKROSCLUBU Řepy, mistra ČR 2009 družstev. Dále v ulici Španielova se nachází volejbalový klub SK ŠPANIELKA ŘEPY, který se v sezoně 2008/2009 mimo jiné umístil na 4. místě v extralize kadetek, a 3. místě v Pražském přeboru kadetek. Ve druhém patře obchodního střediska OC Řepy (bývalý OVUS) v Makovského ulici se nachází klub bojových umění Tiger Gym, který nabízí výuku kickboxu, japonského i brazilského Jiu Jitsu pro děti i dospělé všeho věku. Také je zde Sbor mladých dobrovolných hasičů SDH Praha-Řepy.

## Sportovní centrum
Na začátku června roku 2020 bylo v Řepích v ulici Na Chobotě otevřeno multifunkční sportovní centrum. Ve sportovním centru se nachází plavecký bazén s délkou 25m, wellness bazén s dětským brouzdalištěm a finská sauna. Sportovní centrum má také k pronájmu sportovní halu s kapacitou 400 osob a rozměry 57 × 27,7 m. V části fitness centra jsou dva sály. Venkovní sportoviště zahrnuje tenisové kurty, beach volejbal a hřiště na pétanque.

## Školství
V Řepích jsou 3 mateřské školy: Bendova (Bendova 1123/1), Pastelka (Španielova 1316/27), Socháňova (Socháňova 1176/23) a MŠ Laudova se speciálními třídami (Laudova 1030/3), složená ze 4 samostatných MŠ Duha, Sluníčko, Opuková a Fialka.
Dům dětí a mládeže Praha 6 je v ulici U Boroviček 648/1. V Řepích na adrese Španielova 1124/50 se nachází Základní umělecká škola Blatiny.

### Základní školy

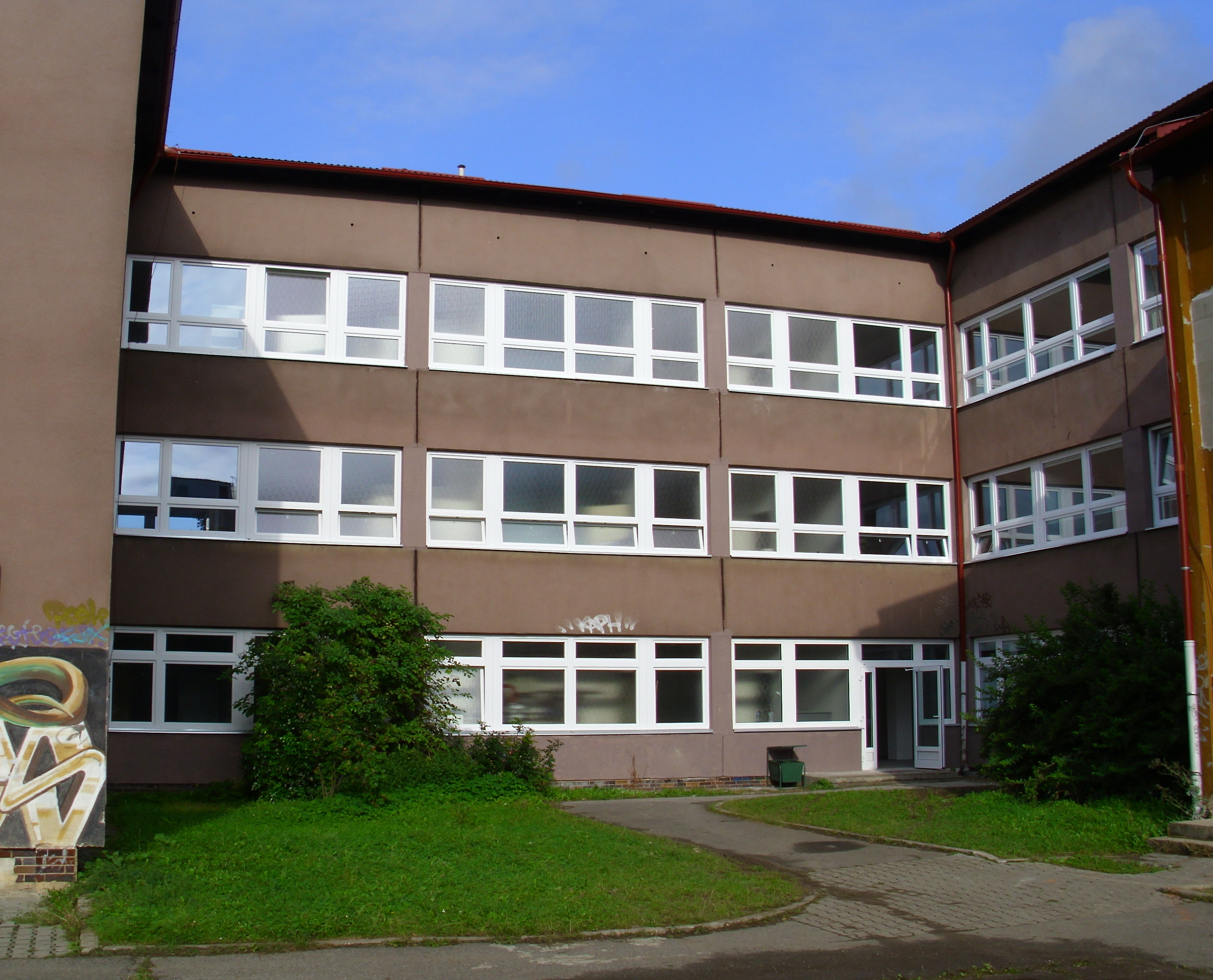
Ukázka typické architektury řepských škol – část areálu ZŠ Jana Wericha (Mensa gymnázium)

Základní školy jsou zde následující:
- Základní škola genpor. Františka Peřiny (Socháňova 1139/19);
- Základní škola Jana Wericha (Španielova 1111/19);
- Základní škola (Laudova 1024/10);
- Základní umělecká škola Blatiny (Španielova 1124/50);
- Základní škola pro žáky se specifickými poruchami učení (U Boroviček 648/1)
- a také Japonská škola v Praze (Skuteckého 1388/18), kterou provozuje Nadace Japonské společnosti v České republice.

Původní stoletá řepská základní škola v sousedství kláštera (Žalanského 68/54) zanikla v roce 2002 (připomíná ji název autobusové zastávky „Škola Řepy“).

### Střední školy
Ze středních škol v Řepích sídlí jedno osmileté gymnázium a dále odborné střední školy:
- Mensa gymnázium (Španielova 1111/19), zaměřené na mimořádně nadané studenty (do roku 2010 sídlilo v Praze 5 pod názvem Osmileté gymnázium Buďánka);
- Střední škola gastronomie a hotelových služeb (se sídlem Mrkvičkova 1091/2, ale budova školy je na adrese Letohradská 370/1, Praha 7 – Holešovice);
- Soukromá střední umělecká škola designu (Laudova 1024/10).

V roce 2000 zaniklo Střední odborné učiliště stavební (sídlilo U Boroviček 648/1).

### Vyšší odborná škola
V budově historické řepské základní školy (Žalanského 68/54) sídlí Vyšší odborná škola cestovního ruchu.

## Významné stavby

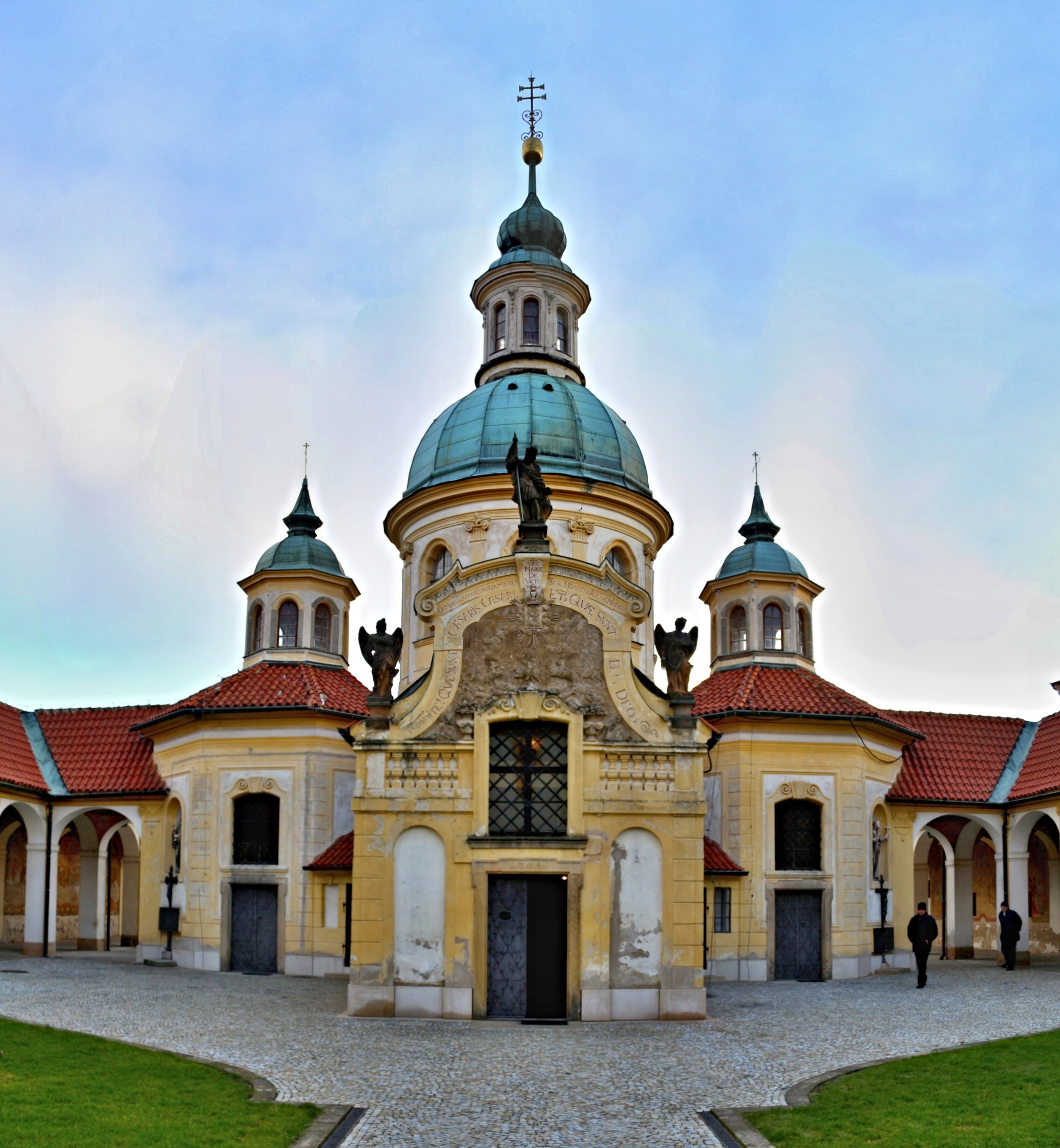
Kostel Panny Marie Vítězné a klášter dominikánek na Bílé Hoře

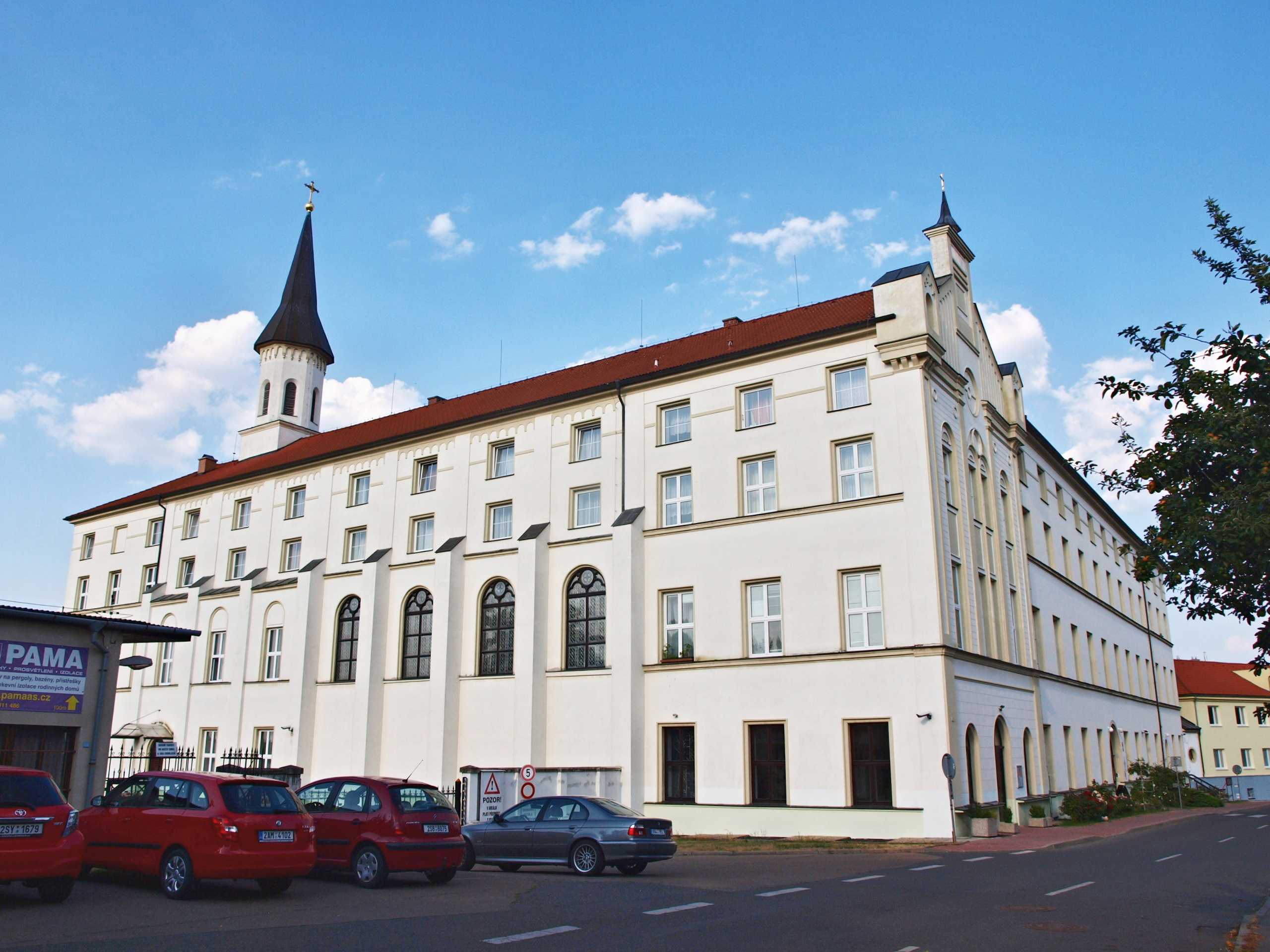
Klášter svatého Karla Boromejského s kostelem Svaté rodiny

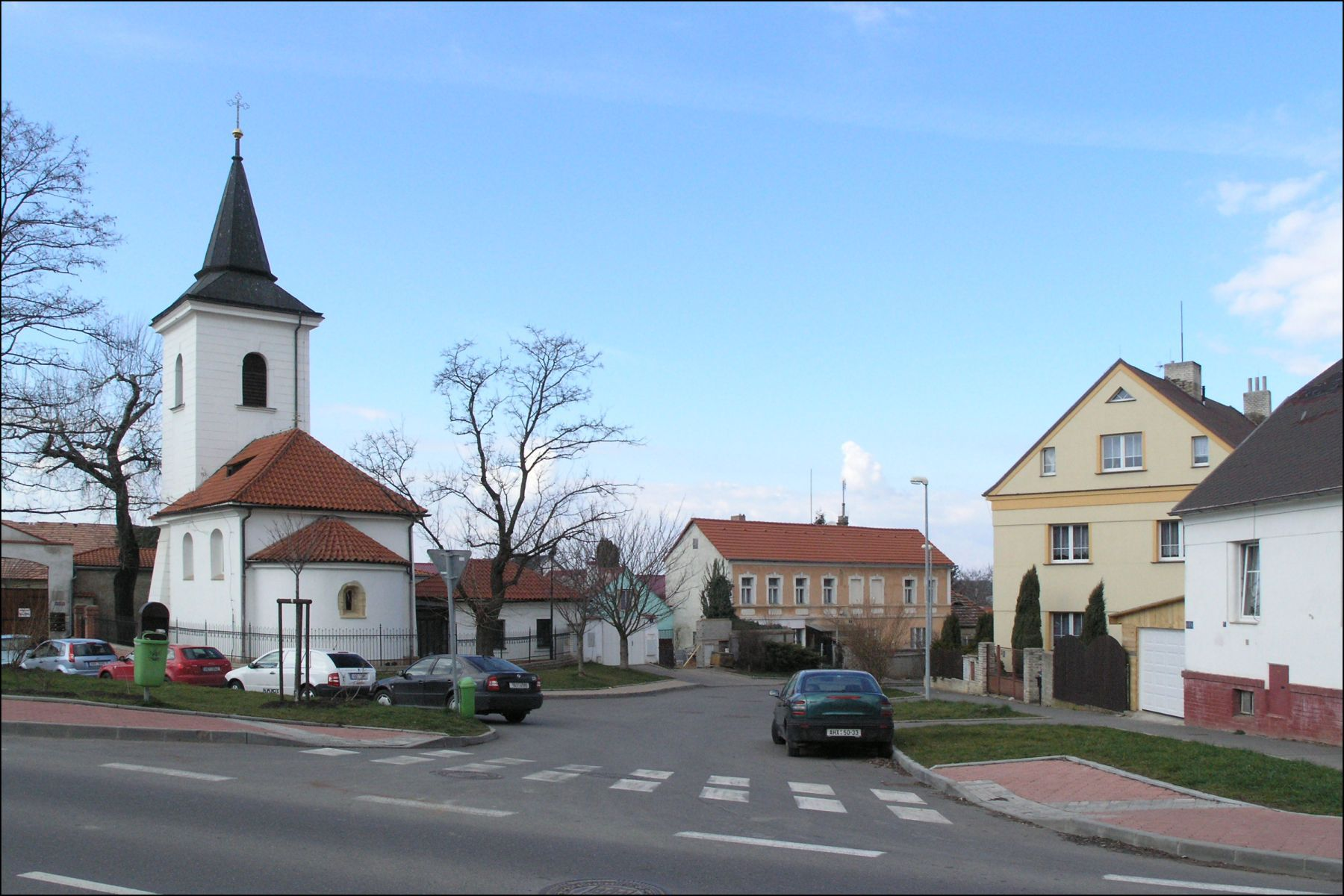
Kostel sv. Martina

- románský kostel svatého Martina ve starých Řepích
- komplex bývalé ženské věznice s klášterem Svatého Karla Boromejského, jehož součástí je i kostel Svaté rodiny, meditační zahrada a Křížová cesta. Dnes je zde Domov Svatého Karla Boromejského.[14]
- Z moderního hlediska jsou zde důležitou stavbou Garáže Řepy, sloužící městským autobusům
- Na katastrálním území Řep se nachází i kostel Panny Marie Vítězné na Bílé Hoře
- Generální konzulát Beninu[15]

## Obchod
Na území Řep se nachází větší množství supermarketů. Hlavní centrum obchodu se nachází v ulici Makovského u zastávky MHD Slánská. Je jím velký obchodní dům „OC Řepy“, známý spíše pod starším názvem „Ovus“. Jeho součástí je pošta, policie, pobočky bank, mnohé obchůdky, supermarket a občerstvení. Má několik pater a vznikl ve dvou etapách. První byla otevřena nejspíš ještě za socialismu, druhá pak v roce 1995. Celý objekt prošel v roce 2019-2022 rozsáhlou rekonstrukcí. Při zateplení vnikla také tzv. Řepská pasáž, rovněž v ulici Makovského, ale u zastávky Blatiny. Nachází se v přízemí dvou panelových domů a zahrnuje malé obchody a služby různých druhů. Nejbližším velkým obchodním centrem ale přesto zůstává Metropole Zličín.

## Doprava

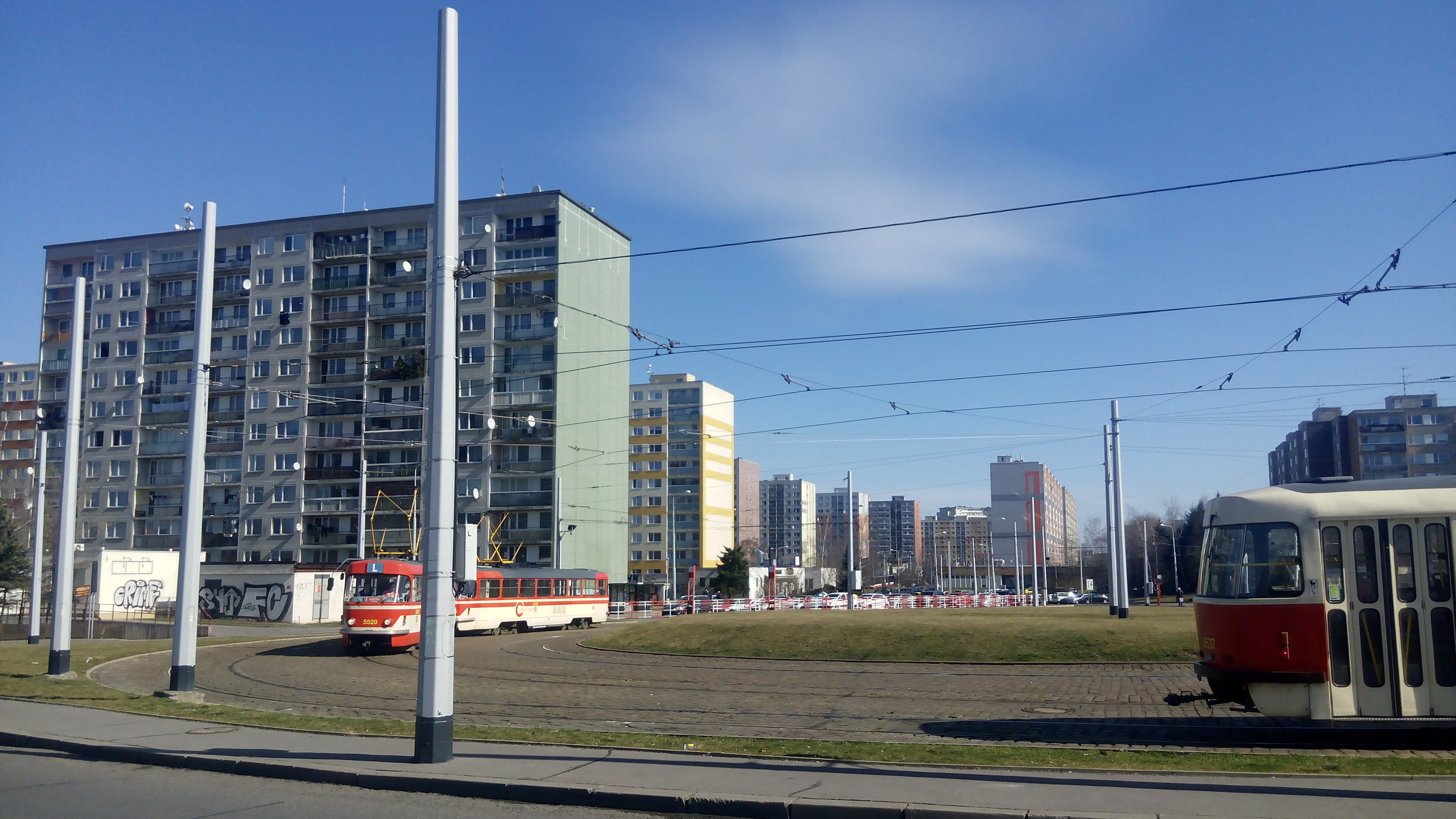
Pohled na nejnovější část Sídliště Řepy s tramvajovou smyčkou v roce 2017

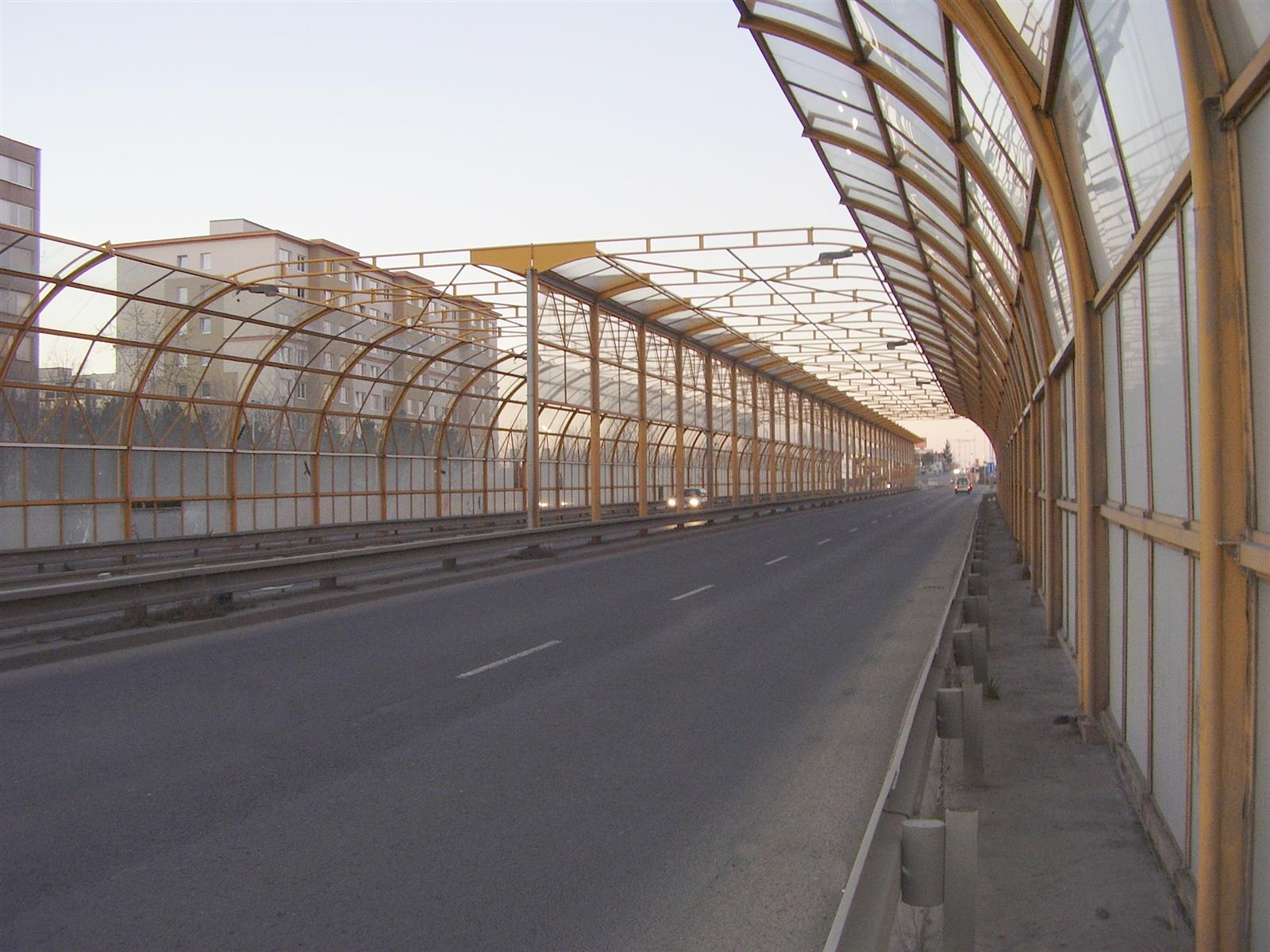
Slánská ulice v Řepích směrem na Ruzyni

### Veřejná hromadná doprava
Veřejnou dopravu pro sídliště zajišťují tramvaje. Spoje jsou sice četné – k Andělu dojedou za 17 minut. Na tramvajové spoje navazují autobusové linky, hlavně směrem k metru B a metru A (Stodůlky, Zličín, Nemocnice Motol) a směrem na Dědinu. Výhledově se uvažuje i o prodloužení linky A ze stanice Nemocnice Motol do Řep a na Zličín k lince B [zdroj⁠?!]; tento plán však, pokud bude realizován, tak až po roce 2030. Poblíž konečné tramvaje se nachází železniční stanice Praha-Zličín, na trati 122, ve všední den s taktovou železniční dopravou Esko S65 Praha hlavní nádraží  – Praha Smíchov  – Praha-Zličín – Rudná u Prahy, posílené v trase Praha-Zličín – Hostivice. Během letního období o víkendech provozuje společnost KŽC Doprava linku Pražského motoráčku vedenou historickým motorovým vozem M262.0 v úseku Praha hlavní nádraží – Praha-Zličín. Trať 122 je turisticky zajímavá pro svůj horský charakter, dvojicí Hlubočepských viaduktů, trasováním mezi skalami masivu Děvína a Žvahova s výhledem na jižní část Prahy, pročež je nazývána Pražským Semmeringem.

### Silniční doprava
Protože Řepy byly jako sídliště vybudovány na konci 80. let 20. století, byly dobře připraveny na velký vzestup automobilismu. Spojení do všech okolních částí Prahy je relativně dobré, hlavní silniční komunikace jsou koncipovány tak, aby nedocházelo k hluku. Jediná rušná třída, která sídlištěm prochází, je Slánská (v severo-jižním směru); v místech, kde je k ní blízko zástavba, však byl instalován odhlučňující prosklený tubus, který byl však začátkem roku 2020 nahrazen moderními odhlučňovacími a protiprašnými stěnami. Navíc byla velká část provozu odkloněna na úsek Pražského okruhu vedoucí kolem Řep.

## Řepský hřbitov v Žalanského ulici

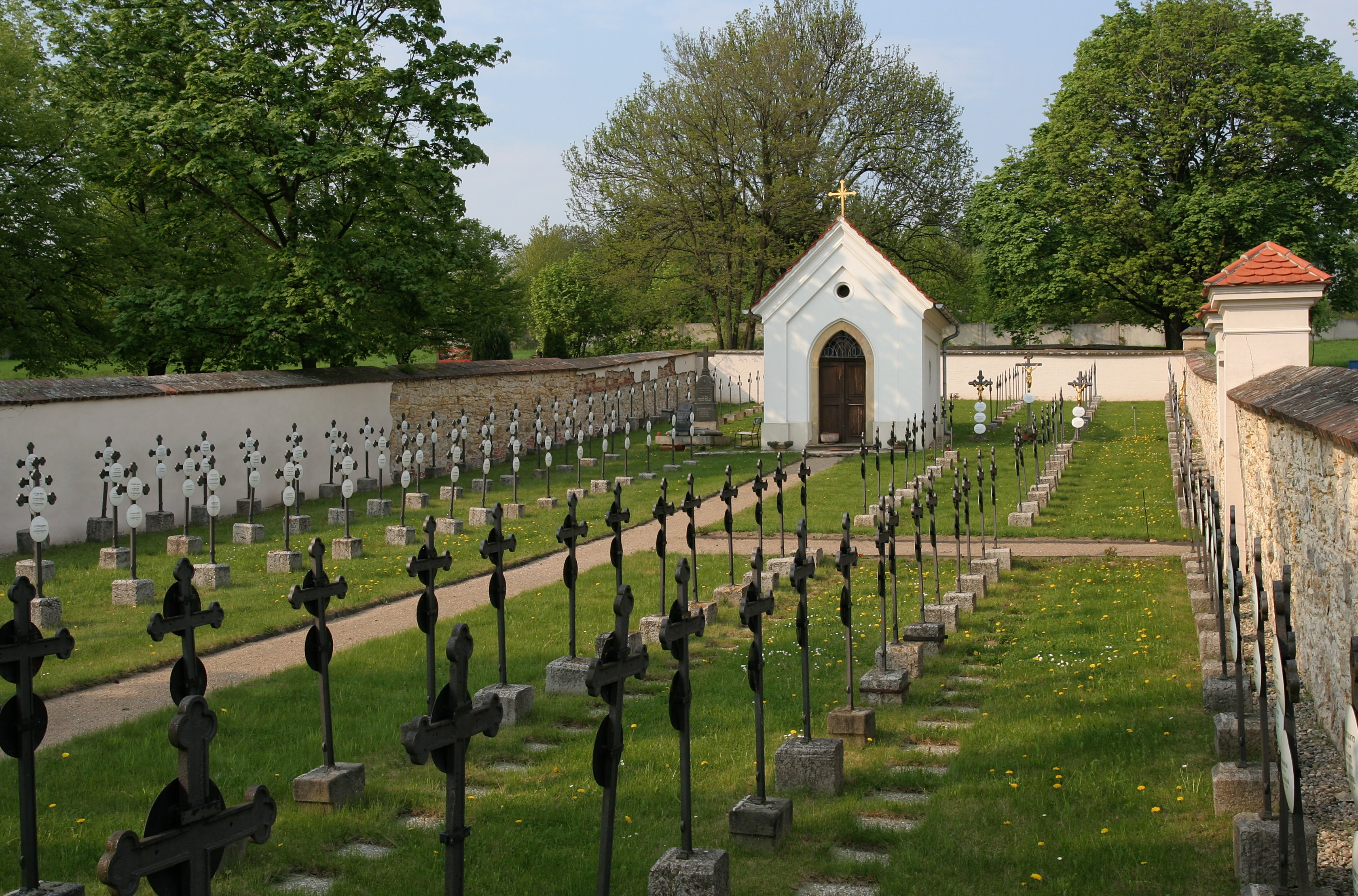
Na hřbitově řádových sester v Řepích se točily scény z filmu Kytice

Hřbitov v Praze-Řepích v Žalanského ulici se skládá ze tří hlavních částí. Je zde civilní hřbitov, hřbitov kongregace sester sv. Karla Boromejského a trestanecký hřbitov. Na trestaneckém hřbitově jsou pochovávány trestanky, které zemřely v řepské trestnici, mimo ně je v levém rohu od vstupu na hřbitov hrob loupežníka Václava Babinského, který byl po odpykání trestu až do své smrti zahradníkem v místním klášteře. (Klášter sv. Karla Boromejského – Kostel sv. Rodiny)

## Náboženství
Nachází se zde farnost s dvěma kostely, těmi jsou Kostel sv. Martina a Kostel Panny Marie Vítězné. 
U Kostela sv. Martina se každoročně pořádají svatomartinské oslavy, jehož součástí je tradiční pochod od Domu sv. Karla Boromejského, průvod prochází před Kostelem, kde se průvod obvykle zastaví, aby uctil náboženskou památku sv. Martina, načež průvod pokračuje až na louku před Radnicí. Jsou nedílnou součástí řepské kultury.

## Film
V Řepích byly natáčeny tyto filmy:
- Discopříběh (1987)
- Discopříběh 2 (1991)
- Čarodějky z předměstí (1990)
- Kytice (2000)
- Andílci za školou (2021)

## Sousedící čtvrti a obce

### V Praze
- Břevnov, Bílá Hora
- Motol
- Zličín
- Sobín
- Stodůlky
- Ruzyně

### Mimo Prahu
- Hostivice